# ريتشارد غاي (لاعب دوري الرغبي)
ريتشارد غاي (بالإنجليزية: Richard Gay)‏ هو لاعب دوري الرغبي أسترالي، ولد في 9 مارس 1969.